# 마부팡

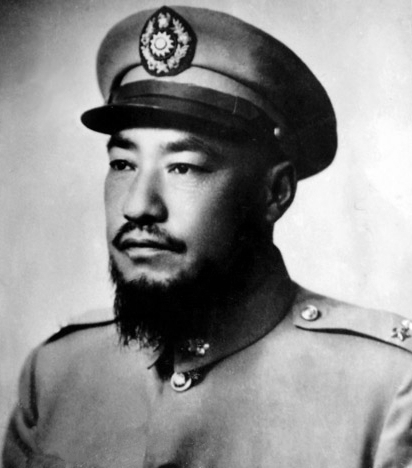
마부팡

마부팡(馬步芳, 1903년 ~ 1975년 7월 31일)은 청해 마가군(馬家軍)의 군벌이다.
중화 민국 시대에 칭하이 지방을 통치했던 중국의 저명한 무슬림계 군벌이었다. 그의 계급은 중장이었다. 마부팡 장군은 국가가 운영하거나 지원하는 교육, 의료, 농업 및 위생 프로젝트를 직접 생성하는 산업화 프로젝트를 시작했다.